# Херхеулидзе
Херхеулидзе, Херхеулидзевы (груз. ხერხეულიძე) — грузинский дворянский и княжеский род.
Род происходит из южногрузинской провинции Самцхе, где Херхеулидзе принадлежало феодальное владение Херхети. По легенде в конце XII века один из представителей фамилии переехал в местность Нар, где женился на местной дворянке и основал новую линию рода Херхеулидзе. Во время вхождения Грузии в состав Российской империи за линиями рода был признан княжеский титул (1825, 1850, 1864).
Род стал особенно известен в XVII веке благодаря военачальнику Агатангу Херхеулидзе и его 9 сыновьям, которые погибли в Битве при Марабде в 1625 году.
До признания за ними княжеского достоинства в Российской Империи, находились в положении вассалов другому княжескому роду — Багратиони-Давитишвили, боковой ветви царской династии Багратионов. Давид, сын батонишвили Деметре Твалдамцвари, укрывается в Имеретинском царстве из-за конфликта в Картли, где правит царь Баграт III (1510—1565). Баграт III Имеретинский пожаловал Давиду: в Верхней Картли деревни Нули, Торманеули, Гвершети, Плеви, Канбади, Мцхетисджвари, крестьян Мохиси и Руиси и церковь с кладбищем, а также дворян Херхеулидзе и Татишвили. Дворяне Херхеулидзе представляли собой неотъемлемую часть сатавадо, которым владели Багратионы-Давитишвили.

## Известные представители
- Херхеулидзе, Баака — сподвижник Георгия Саакадзе.
- Девять братьев Херхеулидзе[англ.] (ум. 1625) — герои битвы при Марабде.
- Херхеулидзев, Захар Семёнович (ум. 1856) — генерал-майор, Керчь-Еникальский градоначальник.